# Apiloscatopse fuscohalterata
Apiloscatopse fuscohalterata är en tvåvingeart som först beskrevs av Oswald Duda 1928.  Apiloscatopse fuscohalterata ingår i släktet Apiloscatopse och familjen dyngmyggor. Inga underarter finns listade i Catalogue of Life.